# 北松浦駅
北松浦駅（きたしょうほえき）とは、中華人民共和国黒竜江省ハルビン市松北区に位置する浜北線、江北線の駅。

## 歴史
- 1926年　開業。

## 隣の駅
中華人民共和国鉄道部
浜北線
新松浦駅 - 北松浦駅 - 徐家駅
江北線
西廟台子駅 - 新香坊駅